# Howardwick
Howardwick es una ciudad ubicada en el condado de Donley en el estado estadounidense de Texas. En el Censo de 2010 tenía una población de 402 habitantes y una densidad poblacional de 82,74 personas por km².

## Geografía
Howardwick se encuentra ubicada en las coordenadas 35°2′6″N 100°54′30″O / 35.03500, -100.90833. Según la Oficina del Censo de los Estados Unidos, Howardwick tiene una superficie total de 4.86 km², de la cual 4.86 km² corresponden a tierra firme y (0%) 0 km² es agua.

## Demografía
Según el censo de 2010, había 402 personas residiendo en Howardwick. La densidad de población era de 82,74 hab./km². De los 402 habitantes, Howardwick estaba compuesto por el 96.52% blancos, el 0.5% eran afroamericanos, el 1% eran amerindios, el 0% eran asiáticos, el 0% eran isleños del Pacífico, el 1.24% eran de otras razas y el 0.75% pertenecían a dos o más razas. Del total de la población el 3.48% eran hispanos o latinos de cualquier raza.